# Girls & Peace
Girls' Generation II: Girls & Peace (cách điệu: GIRLS' GENERATION II ～Girls & Peace～, tạm dịch: Con gái và bình yên) là album tiếng Nhật thứ hai của nhóm nhạc nữ Hàn Quốc Girls' Generation, được phát hành vào ngày 28 tháng 11 năm 2012 bởi Nayutawave Records. Girls & Peace là album đầu tiên có mặt cả chín thành viên kể từ khi album tiếng Hàn thứ ba của họ "The Boys" ra mắt vào năm 2011. Trong khoảng thời gian đó, các thành viên hoạt động cá nhân, đồng thời nhóm nhỏ đầu tiên của nhóm, TaeTiSeo, cũng được thành lập. Tiếp nối phong cách chịu ảnh hưởng nhạc điện tử của album tiếng Nhật đầu tiên, Girls & Peace có sự đóng góp của nhiều nhà sản xuất như Kenzie, Miles Walker, Deekay và Dapo Torimiro. Album này bán được hơn 116,000 bản trong tuần đầu tiên, lọt vào vị trí thứ ba trên bảng xếp hạng Oricon và đã được chứng nhận Bạch kim bởi RIAJ.
Ba đĩa đơn đã được phát hành trước khi album ra mắt, trong đó "Paparazzi" đứng đầu bảng xếp hạng Japan Hot 100, "Oh! / All My Love Is For You" đứng đầu bảng xếp hạng Oricon còn "Flower Power" đạt vị trí thứ 6 trên Japan Hot 100 và thứ 5 trên Oricon. Girls' Generation quảng bá cho Girls & Peace cũng như các đĩa đơn tại nhiều chương trình âm nhạc và tạp kỹ như Hey! Hey! Hey! Music Champ và Music Lovers cũng như tour diễn Second Japan Arena Tour bắt đầu từ tháng 2 năm 2013.

## Sản xuất
Tháng 5 năm 2012, trong một bài phỏng vấn với Elle Korea, thành viên Jessica cho biết nhóm đang trong quá trình thực hiện album, "Album tiếng Nhật của chúng tôi sẽ được ra mắt vào nửa cuối năm nay. Chúng tôi đang làm việc rất chăm chỉ." Tháng 8 năm 2012, Universal Music, công ty mẹ của Nayutawave Records, công bố doanh thu theo quý và cho biết Girls' Generation là một trong những nghệ sĩ được kỳ vọng sẽ làm tăng doanh thu nửa cuối năm 2012. Ban đầu nhóm dự định quay trở lại ở Hàn Quốc vào khoảng tháng 10 và tháng 11, tuy nhiên, kế hoạch này đã bị hủy bỏ để tập trung quảng bá ở Nhật trong suốt phần còn lại của năm 2012.

## Phát hành và quảng bá
Việc phát hành album cũng như danh sách bài hát được chính thức công bố vào ngày 1 tháng 11 năm 2012. Những hình ảnh đầu tiên của album được ra mắt trên tờ Sankei Sports, trong đó nhóm mang những trang phục của tiếp viên hàng không. Girls' Generation II: Girls & Peace được phát hành vào ngày 28 tháng 11 năm 2012 với 3 phiên bản: phiên bản thông thường chỉ chứa các bài hát trong album, phiên bản DVD có thêm 32 trang sách ảnh và một đĩa DVD với video của các đĩa đơn trong album, cũng như phiên bản First Press, bao gồm bộ đồ trang điểm, sổ tay du lịch kèm ảnh dán, bộ áp phích gấp của 9 thành viên, 40 trang sách ảnh và một đĩa DVD với 7 video ("Paparazzi", "Oh!", "All My Love is for You", "Flower Power", hai phiên bản vũ đạo của "Paparazzi", "Oh!" và "Flower Power").
Nhóm quảng bá cho album trên Hey! Hey! Hey! Music Champ với các màn biểu diễn "Oh!", "Mr. Taxi và "All My Love is for You". Girls' Generation cũng cùng các nghệ sĩ khác trong SMTown biểu diễn tại Tokyo Dome trước 100,000 khán giả trong hai ngày 4 và 5 tháng 8 năm 2012. Ngày 30 tháng 9 năm 2012, họ biểu diễn "Oh!" trên Count Down TV, đồng thời ghi hình trước một tiết mục cho Music Japan của NHK-TV trước khi đĩa đơn này được phát hành, màn biểu diễn này ban đầu được lên lịch phát sóng vào ngày 30 tháng 9, nhưng do một cơn bão nên đã bị lùi lại đến ngày 6 tháng 10 năm 2012. Ngoài ra, nhóm còn ghi hình các màn biểu diễn "Oh!", "All My Love is for You" và "Mr. Taxi" cho chương trình Music Lovers của Nihon TV, phát sóng vào ngày 8 tháng 10 năm 2012. Hoạt động quảng bá cho "Oh!" còn bao gồm một chương trình trực tuyến đặc biệt được phát sóng trên 3 trang web âm nhạc của Nhật trong 3 đêm liên tiếp: 25, 26 và 27 tháng 9 năm 2012.
Ngày 13 tháng 11 năm 2012, nhóm biểu diễn "Flower Power" trên Kayou Kyoku đồng thời tổ chức một cuộc họp fan với 10,000 người tham dự tại sân vận động quốc gia Yoyogi. Ngày 19 tháng 11 năm 2012, trang web Dommune tổ chức một cuộc trò chuyện trực tiếp với một số nhà phê bình âm nhạc, đồng thời cho khán giả nghe thử các bài hát trong Girls & Peace.

### Second Japan Arena Tour
Tháng 8 năm 2012, trang web chính thức của Girls' Generation tại Nhật thông báo rằng nhóm sẽ khởi động tour diễn thứ hai tại Nhật vào năm 2013. Lịch trình của tour diễn được công bố vào tháng 9, bao gồm 14 buổi diễn tại 6 thành phố, trong đó có 6 đêm tại Saitama Super Arena. Tour diễn bắt đầu vào ngày 9 tháng 2 năm 2013 tại Kobe.

## Doanh số
Girls' Generation II: Girls & Peace đạt vị trí thứ hai trên bảng xếp hạng album hàng ngày của Oricon với 46,031 bản, chỉ đứng sau Mr. Children, ban nhạc gạo cội của Nhật. Album bán được 116,963 bản trong tuần đầu tiên, lọt vào vị trí thứ ba trên xếp hạng album hàng tuần của Oricon. Ngoài ra album còn xuất hiện trong bảng xếp hạng Top Albums của Billboard Japan ở vị trí thứ ba. "Girls & Peace" đã được RIAJ chứng nhận đĩa Bạch kim với 250,000 bản được gửi tới các nhà bán lẻ.

## Đĩa đơn
"Paparazzi" được phát hành với vai trò là đĩa đơn mở đường cho album vào ngày 26 tháng 6 năm 2012. Bài hát xuất hiện lần đầu tiên trên bảng xếp hạng Japan Hot 100 ở vị trí đầu bảng và đạt thứ hạng cao nhất ở vị trí thứ hai trên bảng xếp hạng hàng tuần của Oricon với 92,000 bản trong tuần đầu tiên. "Paparazzi" cũng được phát hành tại Hàn Quốc vào ngày 16 tháng 8 năm 2012.
"Oh! / All My Love Is For You" là đĩa đơn thứ hai, được phát hành vào ngày 26 tháng 9 năm 2012, bao gồm phiên bản tiếng Nhật của "Oh!" và một bài hát mới tên là "All My Love is for You". "Oh! / All My Love is for You" đạt vị trí đầu bảng trên cả Japan Hot 100 lẫn bảng xếp hạng hàng tuần của Oricon.
"Flower Power", đĩa đơn thứ ba của album, được phát hành vào ngày 21 tháng 11 năm 2012, thay vì ngày 14 tháng 11 như dự kiến do một số vấn đề trong khâu sản xuất. Đĩa đơn này còn bao gồm một bài hát B-side tên là "Beep Beep" không xuất hiện trong album cũng như "Girls' Generation II Smash Up." Đĩa đơn này đạt vị trí thứ 6 trên Japan Hot 100 và thứ 5 trên bảng xếp hạng hàng tuần của Oricon.

## Danh sách bài hát
| CD               | CD                           | CD                                                                                           | CD                            | CD         |
| STT              | Nhan đề                      | Sáng tác                                                                                     | Sản xuất                      | Thời lượng |
| ---------------- | ---------------------------- | -------------------------------------------------------------------------------------------- | ----------------------------- | ---------- |
| 1.               | "Flower Power"               | Johan Gustafson, Fredrik Häggstam, Sebastian Lundberg, Nasa Aprisia Florida Junji Ishiwatari | Trinity                       | 3:18       |
| 2.               | "Animal"                     | Hank Solo, Tom Aeio, Erik Nyholm, Eric Palmqwist, Zainnudin                                  | Erik Nyholm                   | 3:08       |
| 3.               | "I'm a Diamond"              | Dapo Torimiro, Priscilla Hamilton, H.U.B.                                                    | Dapo Torimiro                 | 2:56       |
| 4.               | "Reflection"                 | Lars Halvor Jensen, Martin Michael Larsson, Zac Poor                                         | DEEKAY                        | 3:50       |
| 5.               | "Stay Girls"                 | Sebastian Thott, Andreas Oberg, Melanie Fontana, Kenn Kato                                   | Sebastian Thott               | 3:20       |
| 6.               | "T.O.P"                      | Heidi Rojas, Allan Eshuijs, Kalle Engstrom                                                   | Allan Eshuijs, Kalle Engstrom | 3:37       |
| 7.               | "Boomerang"                  | Charlie Mason, Oscar Gorres & Danny Saucedo                                                  | OZGO                          | 2:50       |
| 8.               | "Oh!" (phiên bản tiếng Nhật) | Kenzie, Nozomi Maezawa, Kim Jungbae, Kim Younghu                                             | Kenzie                        | 3:09       |
| 9.               | "All My Love is for You"     | Junji Ishiwatari, Sebastian Thott, Didrik Thott, Robin Lerner                                | Sebastian Thott               | 3:43       |
| 10.              | "Paparazzi"                  | Fredrik Thomander, Johan Becker, Junji Ishiwatari                                            | Miles Walker                  | 3:47       |
| 11.              | "Girls & Peace"              | Anne Judith Wik, Ronny Svendsen, Nermin Harambasic, Robin Jenssen                            | Dsign Music                   | 3:27       |
| 12.              | "Not Alone"                  | Erik Nyholm, Patrick Hamilton                                                                | Erik Nyholm, Patrick Hamilton | 3:31       |
| Tổng thời lượng: | Tổng thời lượng:             | Tổng thời lượng:                                                                             | Tổng thời lượng:              | 40:45      |

| DVD (Phiên bản Deluxe First Press Limited) | DVD (Phiên bản Deluxe First Press Limited)        | DVD (Phiên bản Deluxe First Press Limited) |
| STT                                        | Nhan đề                                           | Thời lượng                                 |
| ------------------------------------------ | ------------------------------------------------- | ------------------------------------------ |
| 1.                                         | "Paparazzi" (Video âm nhạc)                       | 6:37                                       |
| 2.                                         | "Oh!" (Video âm nhạc)                             | 4:11                                       |
| 3.                                         | "All My Love is for You" (Video âm nhạc)          | 4:07                                       |
| 4.                                         | "Flower Power" (Video âm nhạc)                    | 3:42                                       |
| 5.                                         | "Paparazzi" (Video âm nhạc – Phiên bản Gold)      | 3:57                                       |
| 6.                                         | "Oh!" (Video âm nhạc – Phiên bản vũ đạo)          | 3:12                                       |
| 7.                                         | "Flower Power" (Video âm nhạc – Phiên bản vũ đạo) | 3:23                                       |

| DVD (Phiên bản First Press Limited) | DVD (Phiên bản First Press Limited)      | DVD (Phiên bản First Press Limited) |
| STT                                 | Nhan đề                                  | Thời lượng                          |
| ----------------------------------- | ---------------------------------------- | ----------------------------------- |
| 1.                                  | "Paparazzi" (Video âm nhạc)              | 6:37                                |
| 2.                                  | "Oh!" (Video âm nhạc)                    | 4:11                                |
| 3.                                  | "All My Love is for You" (Video âm nhạc) | 4:07                                |
| 4.                                  | "Flower Power" (Video âm nhạc)           | 3:42                                |

| DVD (Phiên bản Thái Lan & Philippines) | DVD (Phiên bản Thái Lan & Philippines)   | DVD (Phiên bản Thái Lan & Philippines) |
| STT                                    | Nhan đề                                  | Thời lượng                             |
| -------------------------------------- | ---------------------------------------- | -------------------------------------- |
| 1.                                     | "Paparazzi" (Video âm nhạc - Cận cảnh)   | 4:09                                   |
| 2.                                     | "Oh!" (Video âm nhạc)                    | 4:11                                   |
| 3.                                     | "All My Love is for You" (Video âm nhạc) | 4:07                                   |
| 4.                                     | "Flower Power" (Video âm nhạc)           | 3:42                                   |

## Bảng xếp hạng

### Oricon
| Bảng xếp hạng | Thứ hạng cao nhất | Doanh số ra mắt | Tổng doanh số |
| ------------- | ----------------- | --------------- | ------------- |
| Hàng ngày     | 2                 | 46,031          | 198,107       |
| Hàng tuần     | 3                 | 116,963         | 198,107       |
| Hàng tháng    | 6                 | 116,963         | 198,107       |
| Hàng năm      | 41                | 141,259         | 198,107       |

### Billboard
| Bảng xếp hạng    | Thứ hạng cao nhất |
| ---------------- | ----------------- |
| Japan Top Albums | 3                 |

### Doanh số và chứng nhận
| Bảng xếp hạng | Doanh số           |
| ------------- | ------------------ |
| Oricon        | 198,107+           |
| RIAJ          | Bạch kim (250,000) |

## Lịch sử phát hành
| Khu vực     | Định dạng             | Ngày                 | Hãng đĩa           | Phiên bản                                     |
| ----------- | --------------------- | -------------------- | ------------------ | --------------------------------------------- |
| Nhật Bản    | CD, tải về trực tuyến | 28 tháng 11 năm 2012 | Nayutawave Records | Deluxe First Press, First Press, thông thường |
| Anh         | Tải về trực tuyến     | 28 tháng 11 năm 2012 | Universal Music    | Thông thường                                  |
| Đài Loan    | CD                    | 7 tháng 12 năm 2012  | Universal Music    | First Press, thông thường                     |
| Hồng Kông   | CD                    | 21 tháng 12 năm 2012 | Universal Music    | First Press, thông thường                     |
| Thái lan    | CD                    | 31 tháng 1 năm 2013  | Universal Music    | First Press                                   |
| Philippines | CD                    | 11 tháng 2 năm 2013  | MCA Music          | First Press                                   |